# Chasing Ghosts
Chasing Ghosts es el tercer álbum de la banda australiana de metalcore The Amity Affliction. Fue lanzado el 7 de septiembre de 2012 en todo el mundo. Roadrunner Records manejó el lanzamiento en todo el mundo. El tema de la muerte y el suicidio es una pieza central del álbum. El álbum fue influenciado por Finch's What it Is Burn (2002). Chasing Ghosts debutó en el n.º 1 en la lista de álbumes australianos con 12.911 ventas de la primera semana, convirtiéndose en el primer número 1 de la banda en la lista y siendo una de las pocas bandas de rock en lograr esa posición en Australia. Chasing Ghosts recibió la certificación Gold de ARIA por 35 000 envíos en 2013. Es su único disco con el guitarrista Imran Siddiqi y el primero sin el tecladista Trad Nathan.
La canción principal y el primer sencillo de Chasing Ghosts se estrenó en Alternative Press el 4 de julio de 2012. Comentando la canción, el líder Joel Birch declaró: "Escribí Chasing Ghosts como una narración basada completamente en alguien que se suicidó y pasó al otro lado. Es una historia que espero que la gente vea por lo que es; en una canción de por qué deberías acudir a alguien cercano y hablar en lugar de dar el último paso fatal hacia la muerte prematuramente. Solo quiero reiterarle a la gente que una vez que te fuiste, eso es todo. No hay fantasmas. No hay cielo ni infierno, la finalidad y los restos que quedaron después de su decisión".

## Portada del disco
En junio de 2012, The Amity Affliction se disculpó por declaraciones "viciosas" hechas por la banda en respuesta a una controversia sobre la portada de Chasing Ghosts, que muestra a un hombre colgado de un árbol, que se presume es una representación del suicidio. El póster de la gira del álbum mostraba un facsímil del álbum y faltaba el ahorcado.

## Lista de canciones
| Original CD |                            |          |  |
| N.º         | Título                     | Duración |  |
| 1.          | «Chasing Ghosts»           | 4:22     |  |
| 2.          | «Life Underground»         | 3:56     |  |
| 3.          | «R.I.P. Bon»               | 3:37     |  |
| 4.          | «Open Letter»              | 4:22     |  |
| 5.          | «Greens Avenue»            | 4:35     |  |
| 6.          | «I Heart H.C.»             | 3:57     |  |
| 7.          | «Flowerbomb»               | 4:00     |  |
| 8.          | «Pabst Blue Ribbon on Ice» | 4:04     |  |
| 9.          | «Geof Sux 666»             | 4:13     |  |
| 10.         | «Bondi St. Blues»          | 4:23     |  |

| Bonus Tracks Japonés e Itunes | |          |  |
| N.º                           | Título                                                                                             | Duración |  |
| 11.                           | «Born to Die» ((cover de Lana Del Rey) (titulado "Too Legit to Quit" en algunas tiendas en línea.) | 4:14     |  |
| 12.                           | «Snicklefritz» (Youngbloods lado-b)                                                                | 3:15     |  |
| 13.                           | «15 Pieces of Flare» (Youngbloods lado-b)                                                          | 4:17     |  |

## Personal
The Amity Affliction
- Joel Birch – Screaming
- Ahren Stringer – voz, bajo
- Troy Brady – guitarra líder, coros
- Imran Siddiqi - guitarra rítmica (grabó el álbum, después dejó la banda)
- Ryan Burt – batería, percusión